# Girlfriend (Alicia-Keys-Lied)
Girlfriend ist ein Lied der US-amerikanischen Sängerin Alicia Keys. Es wurde von ihr, Jermaine Dupri und Joshua Thompson geschrieben und von ihr und Dupri produziert. Das Lied erschien auf Keys’ Debütalbum Songs in A Minor (2001). 
Das Lied wurde außerhalb der Vereinigten Staaten am 25. November 2002 als vierte und letzte Single des Albums veröffentlicht. Lediglich durch das Airplay in US-amerikanischen Radiostationen erreichte das Lied Platz 82 der dortigen R&B-Hip-Hop-Charts.
Das Lied enthält eine Interpolation aus Ol’ Dirty Bastards Lied Brooklyn Zoo aus dem Jahr 1995.

## Musikvideo
Das Musikvideo zu Girlfriend wurde in London, Vereinigtes Königreich gedreht, die Regie übernahm Patrick Hoelck. Das Musikvideo beginnt in Keys’ Schlafzimmer, wo ihr Freund seine Freundin anruft, mit welcher er eine enge Beziehung hat. Keys ist frustriert, verlässt die Wohnung und geht in die Stadt. Während sie in die Stadt geht, sieht Keys, wie ihr Freund mit seiner anderen Freundin spazieren geht. Dann geht Keys in ein Kleidergeschäft. Sie schlendert durch die Kleidungsgänge, beschmutzt ein Paar roter Lederhosen, was ihre Freundin beobachtet. Keys zieht heftig an ihrem Schlüsselanhänger. Kurz danach wechselt die Szene und man sieht Keys in einem großen, leeren, dunklen Raum, wo sie einige musikalische Stücke auf einem Piano spielt. Dann wechselt das Musikvideo zurück ins Kleidergeschäft, welches Keys verlässt, um an der Straßenecke mit drei weiteren Tänzern zu tanzen. Danach findet Keys heraus, dass ihr Freund und seine Freundin eine Überraschungsparty für Keys geplant haben, welche sie zu dritt feiern wollen.

## Charts
| ChartsChartplatzierungen     | Höchstplatzierung | Wochen |
| ---------------------------- | ----------------- | ------ |
| Deutschland (GfK)            | 100 (3 Wo.)       | 3      |
| Vereinigtes Königreich (OCC) | 24 (5 Wo.)        | 5      |

## Mitwirkende
- Alicia Keys – Produktion, Arrangeur, Gesang, Backgroundgesang, Piano
- Jermaine Dupri – Produktion
- Bryan-Michael Cox – Keyboards
- Phil Tan – Mix